# ترور جیمز آبرام گارفیلد
ترور جیمز آبرام گارفیلد (انگلیسی: Assassination of James A. Garfield) اشاره به ماجرای ترور جیمز آبرام گارفیلد، بیستمین رئیس‌جمهور ایالات متحده آمریکا دارد که در تاریخ ۲ ژوئیه ۱۸۸۱ کمتر از ۲ ماه پس از انتصابش به ریاست‌جمهوری مورد سوءقصد قرار گرفت. پس از ماجرای ترور، گارفیلد ۷۹ روز بعد در ۱۹ سپتامبر ۱۸۸۱ درگذشت. این رئیس‌جمهور توسط چارلز جی. گیتو ترور شد. گیتو پس از قرض گرفتن ۱۵ دلار (معادل ۳۹۷ دلار سال ۲۰۱۹) اقدام به خرید یک رولور نمود. او در رابطه با اسلحهٔ گرم اطلاعات اندکی داشت هر چند به این نکته کاملاً واقف بود که برای سوءقصد، نیازمند اسلحه‌ای با کالیبر بالا است.
فروشگاه اسلحهٔ اومیرز در واشینگتن رولور بریتیش بولداگ با فشنگ ۴۴۲ وبلی را به وی پیشنهاد داد. این اسلحه‌ای بود که در ۲ مدل گریپ (دسته) عرضه شده بود، یکی از آنها چوبی و دیگری دستهٔ عاج داشت. گیتو نظر مساعدی نسبت به انتخاب اسلحهٔ با دستهٔ عاج داشت چرا که معتقد بود برای بعد از ترور و هنگام نمایش در موزه، جلوهٔ خوبی خواهد داشت. اما مشکل آنجا بود که گیتو قدرت پرداخت تفاوت هزینه نسبت به سلاح دسته‌چوبی را نداشت و بنابراین، فروشگاه به وی تخفیف داد و او موفق شد سلاح مورد نظرش را ابتیاع نماید. سلاح مورد استفادهٔ چارلز جی. گیتو، بعدها ضبط و در اوایل قرن بیستم توسط مؤسسه اسمیتسونین به نمایش عموم گذاشته شد اما از آن زمان تاکنون مفقود شده‌است. گیتو چند هفتهٔ بعد از خرید رولور اقدام به تمرین ترور گارفیلد نمود.

## نگارخانه

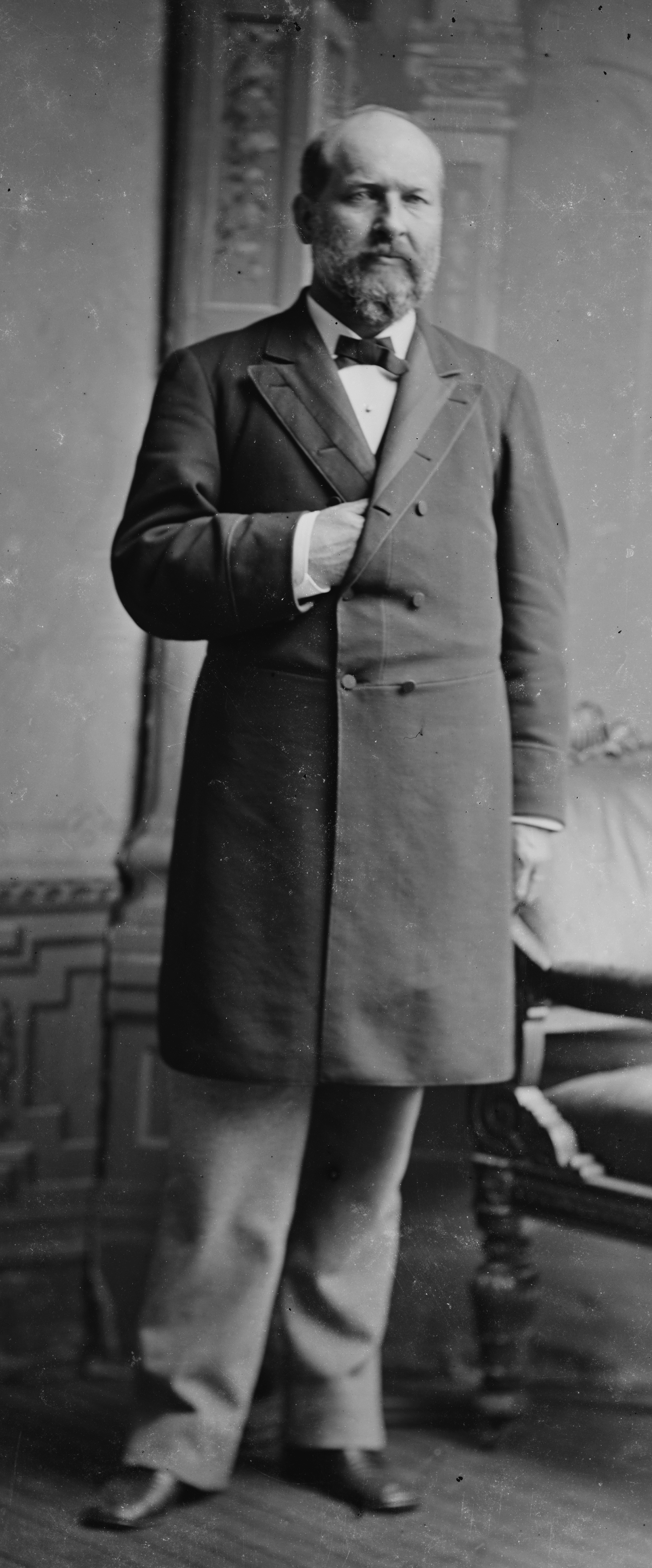
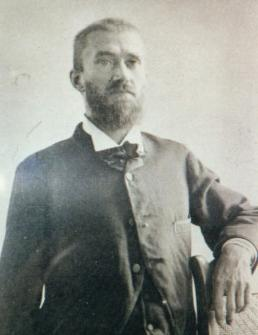
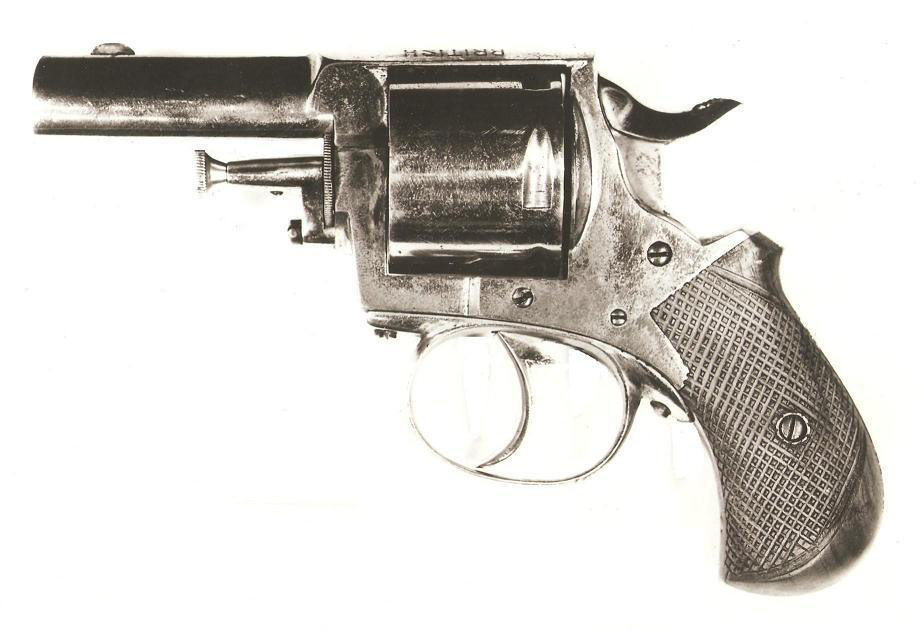
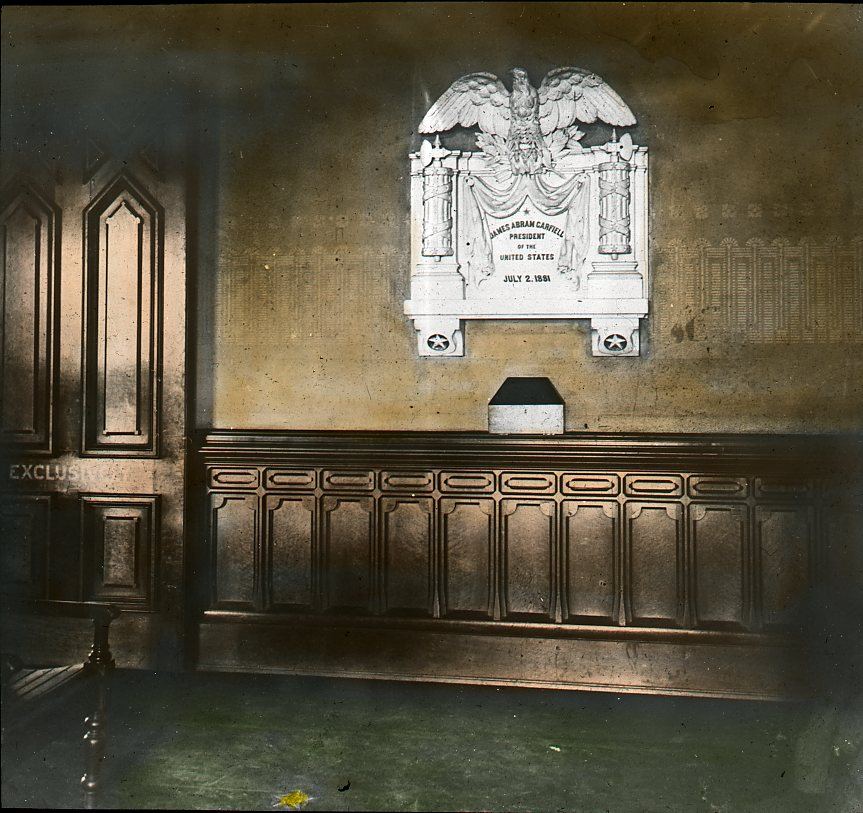
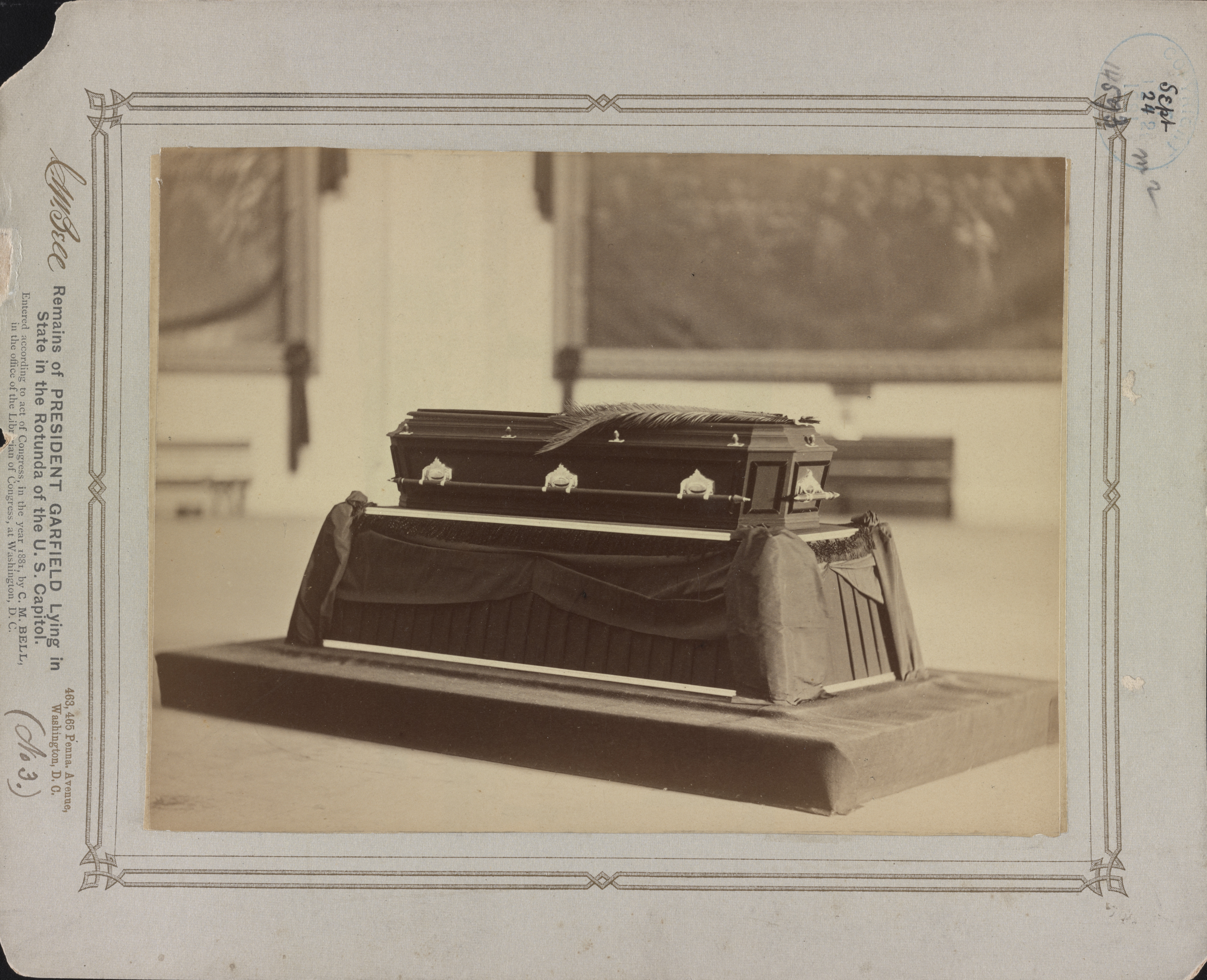
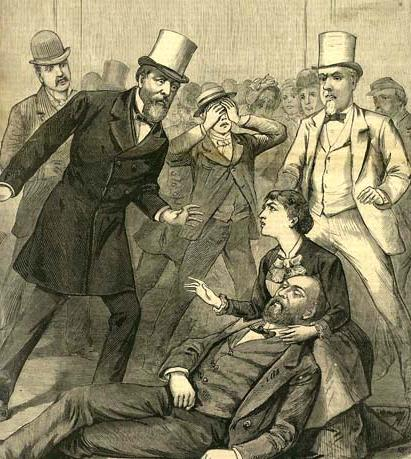
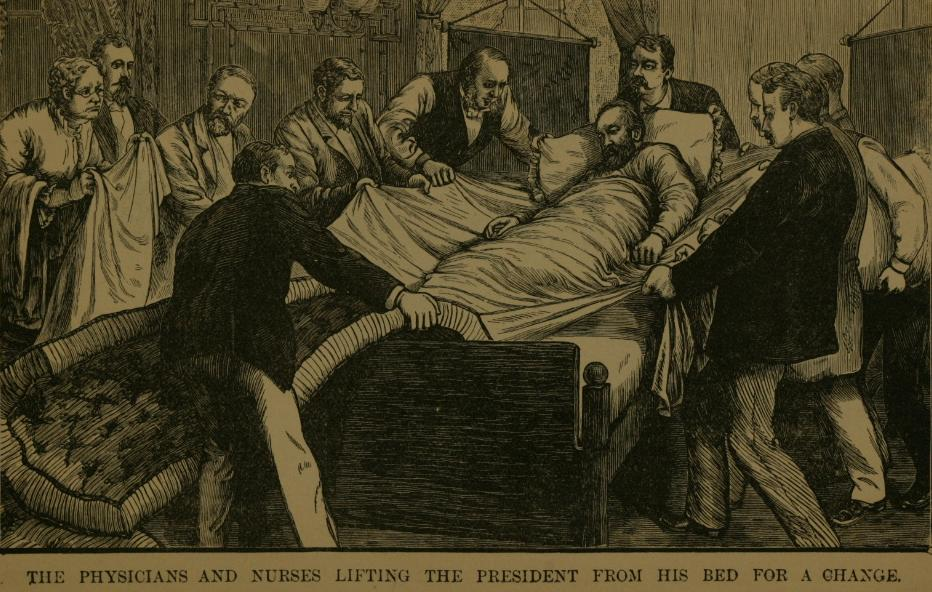
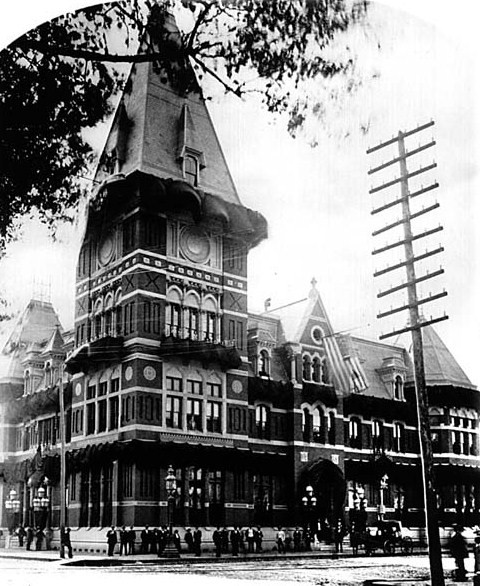